# ピエール・ド・ポリニャック
ピエール・ド・ポリニャック（Pierre de Polignac, 1895年10月24日 - 1964年11月10日）は、フランスの貴族。
モナコの世継ぎ公女シャルロットとの結婚に伴いピエール・ド・モナコ（prince Pierre de Monaco, duc de Valentinois）となった。モナコ公レーニエ3世の父。

## 生涯

### 出自
マクサンス・ド・ポリニャック伯爵（1857年 - 1936年）とメキシコ人の妻スサナ・デ・ラ・トーレ・イ・ミエル（1858年 - 1913年）の間の第7子・四男。全名はピエール・マリー・グザヴィエ・ラファエル・アントワーヌ・メルシオール（Pierre Marie Xavier Raphaël Antoine Melchior）。父はフランス王妃マリー・アントワネットの寵臣ガブリエル・ド・ポリニャック公爵夫人の三男メルシオール（1781年 - 1855年）の孫にあたる 。母はメキシコの保守的な上流階層の出身で、母方叔父の1人イニャシオ・デ・ラ・トーレ・イ・ミエルはポルフィリオ・ディアス大統領の娘婿だったが、同性愛スキャンダル「41人の舞踏会」事件の中心人物だったために、ディアス政権の評判を落とした。

### 結婚と離婚
1920年モナコ公女シャルロットと結婚。1920年3月19日に民事婚が、3月20日に宗教婚がそれぞれモナコで行われた。婚礼の1か月前の2月29日、彼はモナコ市民に登録された。民事婚前日の3月18日、ピエールはモナコ公家の成員となり、紋章もグリマルディ家のものに変更し、モナコ公子の称号を得た。また、妻が1919年にヴァランティノワ女公爵の爵位を授けられていたことから、その配偶者としてヴァランティノワ公爵と呼ばれることになった。夫婦は間に1男1女を儲けた。
友人のジェームズ・リーズ＝ミルンの証言によれば、この政略結婚はピエールの同性愛とシャルロットの不倫によって暗礁に乗り上げた。ピエールは第一次世界大戦からの復員後、貴族や上流人士の社交界に頻繁に出入りし、マルセル・プルーストやジャン・コクトーに可愛がられるようになった。ピエールは結婚したばかりの頃にプルーストから思いを寄せられており、それはプルーストの文学作品に影響しただけでなく、彼がピエールに宛てて書いた無数の手紙からも窺える。結局、プルーストとヴァランティノワ公爵の同性愛関係は長続きしなかった。
1920年代半ばから夫婦は非公式に別居し、ピエールはパリ滞在時は妻と離れ、自分の所有するフラットや城館で暮らした。1930年3月20日夫婦はパリで法的に別居した。この時期、義父ルイ2世公はパリ北郊の屋敷で、シャルロット公女はイタリアのサンレーモでそれぞれ暮らし、ピエールと子供らだけがモナコで生活していた。1933年2月18日、モナコ公の布告により2人は正式に離婚した。同年12月、フランスの裁判所においても離婚が成立した。
「この婚姻の解消は…舅［のモナコ公ルイ2世］を憤慨させるのに十分な状況で行われたため、公はもし公子が再び公国の土を踏むことがあればモナコの軍隊を招集すると誓った」。実際には、ピエールに対するモナコの入国禁止措置は離婚から2か月後の1933年4月に解消され、ピエールは離婚後もモナコ政府から年額50万フランの歳費を与えられることになった。
子供の養育権はピエールに認められ、養育費として子供一人当たり年額10万フランをも支給されたが、歳費も養育費も支給されるかどうかはルイ2世の気持ち次第だった。また、子供の教育方針についてもルイ2世に伺いを立てなければならなかった。ピエールは相変わらずモナコ公家の成員であり、公式の居住地もモナコ公宮殿だったが、ルイ2世の存命中はこの元義父からモナコ国内に居住しないよう命じられていた。息子レーニエ3世の治世になると、ピエールはモナコ帰国を許可され、公宮殿に隣接するヴィラを住居として提供された。
シャルロットとの民事上の離婚こそ成立済みだったが、教会法上の婚姻の解消は行われていなかった。1956年、ピエールは米国出身の女性富豪オードリー・エメリーとの再婚を望んで教皇庁にシャルロットとの宗教婚の解消を求めたが、認可されなかった。

### 公的役割
結婚当初より、ピエールはモナコに新時代の文化・芸術・レジャーを導入しようとした。公子がセルゲイ・ディアギレフ率いるバレエ・リュスとスポンサー契約を結んだことが機縁となって、1922年ブラン家傘下の企業モナコ海水浴協会（SBM）が彼らをモナコ常駐のバレエ団とすることになった。また1926年、公子はコラムニストのエルザ・マクスウェルにモナコのイメージアップ戦略の提案を依頼した。マクスウェルは大人向けで屋内のギャンブルが楽しみの中心というモナコ従来のイメージを刷新し、海水浴・ゴルフ・サーカスなど家族向けのレジャーの多いリゾート地に転換させることを提案した。さらにマクスウェルは新しいレジャーの目玉としてモナコグランプリの開催を打ち出し、公子は義父ルイ2世に懇願してレースを毎年開催とすることの許可を得た。
SBMは観光客数の増加により莫大な富を得ていたが、観光客の増大で生活を圧迫された市民や社員は1928年会社に抗議の声を上げ、ルイ2世公もSBMを非難した。このときパリに滞在していた公はピエールを派遣し、この問題に抗議して全員が辞職していた国民議会の指導的な議員らと折衝を行わせた。1929年3月24日、SBM経営陣との労使交渉が失敗に終わったことに憤激した労働者約600人がモナコ公宮殿を襲撃した際、ピエールは労働者を説得して彼らの政治的要求を義父ルイ2世に伝えた。このとき、宮廷の一派はパリに滞在したまま戻ってこないルイ2世を廃位してピエールをモナコ公位に就けようと画策したが、最終的にはルイ2世がモナコ軍を動かして事態を鎮圧した。
1951年から1964年に亡くなるまで、モナコ文学会議（Conseil Littéraire）の初代総裁を務めた。会議は設立以来、フランス語文学の作家を対象にピエール・ド・モナコ公子財団文学賞を年ごとに選定し、賞と賞金を贈っている。会議は1966年、レーニエ3世によってピエール公子財団（Fondation Prince-Pierre）に改組されている。1976年、ピエールの総裁就任25周年を記念して彼の肖像入りの記念切手が発行されている。
1957年よりユネスコのモナコ政府代表及びモナコオリンピック委員会会長を務めた。

### 死去と栄誉
1964年癌のためにパリ・アメリカン・ホスピタルで家族に看取られつつ死去。遺骸はモナコの旧平和礼拝堂（La Paix）に安置された。
ピエールはモナコのサン・シャルル勲章大十字章、フランスのレジオンドヌール勲章大将校級章、イタリア共和国功労勲章大十字章及びスウェーデンの北極星勲章司令官級大十字章の受章者だった。
『ライフ』誌は1947年当時のピエールについて次のように評している、「肩に掛かるケープ型のコートを上手く着こなした細身で優雅な伊達男である。立ち居振る舞いについては申し分が無い。話し方はあまりにも上品に過ぎて、ほとんど聞き取ることができない」。

## 子女
ヴァランティノワ公爵夫人シャルロットとの間に1男1女。
- アントワネット・ルイーズ・アルベルト・シュザンヌ（1920年 - 2011年）
- ルイ・アンリ・マクサンス・ベルトラン・レーニエ（1923年 - 2005年） - モナコ公

## 引用・脚注
1. ↑  Revue des questions héraldiques, archéologiques et historiques (Conseil héraldique de France, 1905), 48
2. ↑  Genealogisches Handbuch des Adels, Fürstliche Häuser, Band IV. Monaco. C.A. Starke Verlag. Glücksburg. 1956. pp. 75-77. German.
3. 1 2 3 4 5 6  Velde, Francois. The Succession Crisis of 1918. Heraldica.org. Retrieved 19 June 2010.
4. ↑  Chiavassa, Henri (1964). The History of the Principality of Monaco as Seen Through its Postage Stamps. Monaco: Postage Stamp Issuing Office 2018年12月28日閲覧。
5. ↑  Velde, Francois. Monaco: House Laws. Heraldica.org. Retrieved 19 June 2010
6. ↑  GHdA, Adelslexikon, Band IX, Limburg an der Lahn 1998, S. 147.
7. ↑  New York Times: Monaco agein in an uproar; Divorce Suit of Prince Disturbs Politics of Little State Role of the Casino., 9. März 1930
8. ↑  Michael Bloch, James Lees-Milne: The Life (John Murray, 2009)
9. 1 2 3 4 5 6 7  Braude, Mark. 2016. Making Monte Carlo: A History of Speculation and Spectacle. Simon & Schuster. New York. pp. 136-137, 169-170,179-180, 184-188, 198-203, 209, 213-214. ISBN 978-1-4767-0969-7.
10. ↑  Marcel Proust: Lettres au duc de Valentinois (2016)
11. ↑  Marcel Proust: Auf der Suche nach der verlorenen Zeit (2010), Anmerkung 2.
12. ↑  “Monaco again in an Uproar”. New York Times. (1930年3月9日) 2012年9月11日閲覧。
13. ↑  "Revue Critique de Droit International Privé", 1934, Volume 29, page 504
14. 1 2  Charles J. V. Murphy, "The New Riviera", Life magazine, 10 November 1947, page 152
15. ↑  “Monaco Ruler in Accord”. New York Times. (1933年4月29日) 2012年9月11日閲覧。
16. ↑  “Monaco Disputed on Annuity Figure”. New York Times. (1936年4月11日) 2019年1月1日閲覧。
17. ↑  Bettina Grosse de Cosnac: Die Grimaldis: Geschichte und Gegenwart der Fürstenfamilie von Monaco, 2007, S. 93.
18. ↑  Der Spiegel, 46/1956
19. ↑  ActuaLitté am 5. Oktober 2018: Maurizio Serra reçoit le Prix Littéraire Prince Pierre de Monaco
20. ↑  Homepage of Fondation Prince Pierre
21. ↑  The Peerage: Person Page 20128
22. ↑  "Prince Pierre, 69, of Monaco is Dead", The New York Times, 11 November 1964.
23. ↑  Order of Saint Charles
24. ↑  Cloud
25. ↑  Quirinale website
26. ↑  “Sveriges statskalender (1940), II, p. 75” (スウェーデン語). 2018年1月6日閲覧。